# Meckar-Micke
Meckar-Micke (Engie Benjy) är ett brittiskt animerat barnprogram från 2002.
Programmet har sålts till 80 länder. I Sverige har programmet sänts i kanalen SVTB.

## Röster
- Nick Atkinson - Meckar-Micke

## Handling
Meckar-Micke hjälper sina vänner med framförallt fordon, till exempel bussar, rymdskepp, båtar, traktorer, flygplan, motorcyklar och magi.